# Armando Miranda
Armando Miranda (ur. 12 grudnia 1939 w São Paulo, zm. 7 kwietnia 1980 tamże) – brazylijski piłkarz grający na pozycji napastnika.

## Kariera piłkarska
W 1959 rozpoczął karierę piłkarską w drużynie Corinthians. Na początku 1962 przeniósł się do Flamengo. W sezonie 1962/63 bronił barw Juventusu. W następnym sezonie występował w Catanii. Od 1967 do 1972 grał w klubie Atlético Junior.